# Croacia en los Juegos Olímpicos de Sídney 2000
Croacia estuvo representada en los Juegos Olímpicos de Sídney 2000 por un total de 88 deportistas que compitieron en 12 deportes.  
El portador de la bandera en la ceremonia de apertura fue el tenista de mesa Zoran Primorac.

## Medallistas
El equipo olímpico croata obtuvo las siguientes medallas:
| Nombre | Deporte      | Competición              |
| --- | ------------ | ------------------------ |
| Oro |              |                          |
| Nikolaj Pešalov | Halterofilia | 62 kg M                  |
| Plata |              |                          |
| — |              |                          |
| Bronce |              |                          |
| Igor Francetić Tihomir Franković Tomislav Smoljanović Nikša Skelin Siniša Skelin Krešimir Čuljak Igor Boraska Branimir Vujević Silvijo Petriško (t) | Remo         | Ocho con timonel (M8+) M |